# Théophile Marion Dumersan

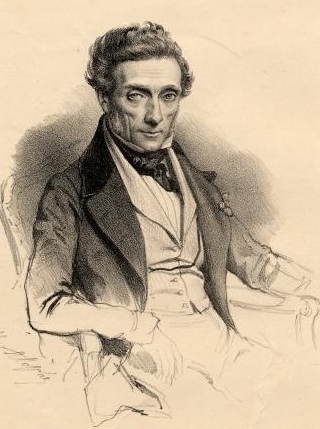
Théophile Marion Dumersan

Théophile Marion Dumersan (* 4. Januar 1780 in Plou, Département Cher; † 13. April 1849 in Paris) war ein französischer Bühnenautor, Lyriker, Librettist und Numismatiker.

## Name
Der wahre Name seiner Familie war „Marion“. Sein Vater besaß mehrere Güter. Um sich von seinen Brüdern zu unterscheiden, gab sich der Vater von Théophile den Zusatz „du Mersan“, nach einem seiner Güter.

## Leben
Dumersan erhielt im Jahr 1795 eine Anstellung im Cabinet des médailles der Bibliothèque nationale de France durch deren Konservator Aubin-Louis Millin de Grandmaison. Mit Théodore-Edme Mionnet, einem späteren Mitglied der Académie des inscriptions et belles-lettres, ordnete er die Bestände der Sammlung nach historischen und geographischen Gesichtspunkten. Eine Beschreibung und Geschichte der Sammlung veröffentlichte er im Jahr 1838, 1842 wurde er zum Kurator des Cabinet ernannt.
Im Alter von 18 Jahren veröffentlichte Dumersan sein erstes Theaterstück Arlequin perruquier, ou Les Têtes à la Titus, dem in den folgenden zwei Jahren achtzehn weitere folgten. Im Laufe seines Lebens schrieb er mehr als 200 Stücke, viele davon in Zusammenarbeit mit Vaudevilleautoren wie Léon-Lévy Brunswick, Jean-Nicolas Bouilly, Nicolas Brazier, Pierre-Frédéric-Adolphe Carmouche, Marc-Antoine Désaugiers, Mélesville, Charles Varin und Eugène Scribe. Seine größten Erfolge hatte er mit dem Drama L'Ange et le diable (1799) und der Farce Les Saltimbanques, die 1837 am Théâtre des Variétés aufgeführt wurde.
Weiterhin veröffentlichte Dumersan mehrere Sammlungen französischer Chansons, ein Theaterlexikon (Manuel des coulisses) sowie theatergeschichtliche und numismatische Schriften.

## Schriften
- mit Armand d’Artois: Le Nécessaire et le superflu, Comédie-Vaudeville en un Acte. Masson, Paris 1813.
- Notice des Monuments exposés dans le Cabinet des Médailles et Antiques de la Bibliothèque du roi, Suivie d’une Description des Objets les plus curieux que renferme cet Établissement, de Notes historiques sur fondation, ses accroissements, etc.etc. Et d’un Catalogue d’Empreintes de Pierres Gravées. Journé, Paris 1819.
- Poésies diverses. Huet, Paris 1822.
- Le Soldat laboureur. 3 Bände. Barba, Paris 1822, (Philosophische Novelle).
- L’Homme à deux têtes. Histoire de Fernand-Carlos de Vargas. 4 Bände. Hubert, Paris 1825, (Novelle).
- mit Jules Joseph Gabriel de Lurieu und Nicolas Brazier: Les Cochers, Tableau grivois, Melé de Vaudevilles, en un Acte. Barba, Paris 1825.
- mit Pierre-Frédéric-Adolphe Carmouche und Charles-Augustin de Bassompierre Sewrin: La Chambre de Suzon, Comédie en 1 Acte, Mêlée de Couplets. Barba, Paris 1825.
- Manuel des Coulisses, ou Guide de l’Amateur. Bezou, Paris 1826.
- mit Nicolas Brazier und Mélesville: Les Paysans, ou L’Ambition au village, Comédie en un Acte, Mêlée de Couplets. Quoy, Paris 1826.
- mit Jules Joseph Gabriel de Lurieu und Nicolas Brazier: L’Auvergnate, ou La Principale Locataire, Vaudeville en un Acte. Barba u. a., Paris 1826.
- mit Nicolas Brazier und Jules Joseph Gabriel de Lurieu: Les Écoliers en Promenade, Comédie-Vaudeville en un Acte. Duvernois, Paris 1826.
- mit Nicolas Brazier und Jules Joseph Gabriel de Lurieu: Les Petites Biographies, Comédie-Vaudeville en un Acte. Sanson, Paris 1826.
- mit Nicolas Brazier und Jules Joseph Gabriel de Lurieu: Les Passages et les Rues, ou La Guerre Déclarée, Comédie-Vaudeville en un Acte. Duvernois, Paris 1827.
- Description des Médailles antiques du Cabinet de feu M. Allier de Hauteroche. Midy d’Ermesnil u. a., Paris 1829.
- Élémens de Numismatique, ou Introduction à la Connaissance des Médailles antiques. s. n., Paris 1833.
- Histoire du Cabinet des Médailles, Antiques et Pierres Gravées; avec une Notice sur la Bibliothèque royale, et une Description des Objets exposés dans cet Établissement. chez l’Auteur, Paris 1838.
- mit Charles Voirin: Les Saltimbanques Vaudeville en trois Acte. Tresse, Paris 1838.
- Histoire du Théâtre de l’Odéon. Tresse, Paris 1841.
- Chants et Chansons populaires de la France. 3 Bände. Delloye, Paris 1843–1844.
- mit Jules Joseph Gabriel de Lurieu: Mémoires de Mlle Flore [Corvée], Artiste du Théâtre des Variétés. 3 Bände. Comptoir des Imprimeries Unies, Paris 1845.
- Chansons et Rondes Enfantines, Recueillies et Accompagnées de Contes, Notices, Historiettes et Dialogues. Enrichies de la Musique en regard par [...] Gustave Jeane-Julien. Gonet, Paris 1846.
- Chansons nationales et républicaines, de 1789 à 1848, avec des notices historiques. Garnier Frères, Paris 1848.
- mit Noël Ségur: Chansons nationales et populaires de France, accompagnées de Notes historiques et littéraires. 2 Bände. Gonet, Paris 1851–1852.

| Personendaten    | Personendaten                                                      |
| ---------------- | ------------------------------------------------------------------ |
| NAME             | Dumersan, Théophile Marion                                         |
| KURZBESCHREIBUNG | französischer Theaterdichter, Lyriker, Librettist und Numismatiker |
| GEBURTSDATUM     | 4. Januar 1780                                                     |
| GEBURTSORT       | Plou                                                               |
| STERBEDATUM      | 13. April 1849                                                     |
| STERBEORT        | Paris                                                              |